# Yu Zhenwei
Yu Zhenwei (chinesisch 于震威; * 18. März 1986) ist ein ehemaliger chinesischer Leichtathlet, der sich auf den Weitsprung spezialisiert hat.

## Sportliche Laufbahn
Erste internationale Erfahrungen sammelte Yu Zhenwei im Jahr 2003, als er bei den Militärweltspielen in Catania mit 7,31 m den elften Platz im Weitsprung belegte und im Dreisprung mit 14,84 m auf Rang sechs gelangte. Im Jahr darauf erreichte er bei den Juniorenweltmeisterschaften in Grosseto mit 7,55 m den sechsten Platz im Weitsprung und siegte er mit 7,83 m bei den Militär-Weltmeisterschaften in Sofia. Anschließend gewann er bei den Asienmeisterschaften in Guangzhou mit 7,96 m die Bronzemedaille hinter seinem Landsmann Li Jinzhe und Hussein al-Sabee und wurde kurz darauf bei den Ostasienspielen in Hongkong mit 7,64 m Vierter. Im Jahr darauf schied er bei den Hallenweltmeisterschaften in Doha mit 7,54 m in der Qualifikationsrunde aus und 2011 siegte er bei den Militärweltspielen in Rio de Janeiro mit einem Sprung auf 8,05 m. 2015 brachte er bei den Militärweltspielen im südkoreanischen Mungyeong keinen gültigen Versuch zustande und im April 2016 bestritt er seinen letzten Wettkampf und beendete daraufhin seine aktive sportliche Karriere im Alter von 30 Jahren. 

## Persönliche Bestleistungen
- Weitsprung: 8,12 m (+1,8 m/s), 5. Juni 2010 in Bengaluru
  - Weitsprung (Halle): 7,99 m, 22. Februar 2011 in Nanjing
- Dreisprung: 16,53 m (0,0 m/s), 13. Mai 2006 in Zhaoqing
  - Dreisprung (Halle): 16,06 m, 22. Februar 2003 in Peking